# 大都會大道／羅里默街車站
大都會大道／羅里默街車站（英語：Metropolitan Avenue/Lorimer Street station）是美國紐約地鐵一個地下車站複合群，由BMT卡納西線和IND跨城線共用，位於布魯克林威廉斯堡，設有G線（任何時候停站）及L線（任何時候停站）列車服務。
BMT卡納西線月台站名標示為「羅里默街」，位於IND跨城線月台上方，而IND跨城線月台站名標示為「大都會大道」。

## 車站結構
| G  | 街道層             | 出入口                                    |
| B1 | 側式月台，右側開門 | 側式月台，右側開門                        |
| B1 | 北行               | 往第八大道（貝德福德大道）                |
| B1 | 南行               | 往卡納西-洛克威公園道（格拉漢姆大道）     |
| B1 | 側式月台，右側開門 |                                           |
| B2 | 夾層               | 往出入口、車站詢問處、MetroCard自動售票機 |
| B3 | 側式月台，右側開門 | 側式月台，右側開門                        |
| B3 | 北行               | 往法庭廣場（納蘇大道）                    |
| B3 | 南行               | 往教堂大道（百老匯）                      |
| B3 | 側式月台，右側開門 |                                           |

L字型行人通道位於跨城線北端上方和卡納西線西端下方，同時服務跨城線下層的夾層。從跨城線夾層看過去，行人道分岔，右半以坡道通往卡納西方向月台；左半下穿軌道到第八大道方向月台。
起初，希望在卡納西和跨城線之間轉乘的乘客需要繳付額外的車資，因為布魯克林-曼哈頓運輸股份有限公司（卡納西線營運公司）與獨立地鐵系統（跨城線營運公司）是競爭對手公司。1948年7月1日，紐約三間地鐵公司合併成一個實體之後8年，轉乘通道改設於閘內，自此容許免費轉乘。

## BMT卡納西線月台
BMT卡納西線的羅里默街車站設有兩個側式月台和兩條軌道。1924年6月30日作為地下卡納西線的首段啟用。地下卡納西線是雙重合約的產物，由曼哈頓的第六大道至蒙特羅斯大道。
羅里默街入口在車站上方設有夾層。聯合大道設有另一入口，可直接通往曼哈頓方向月台。往跨城線的轉乘通道近聯合大道一端，行人通道自各月台下降至聯合大道夾層。

### 圖片

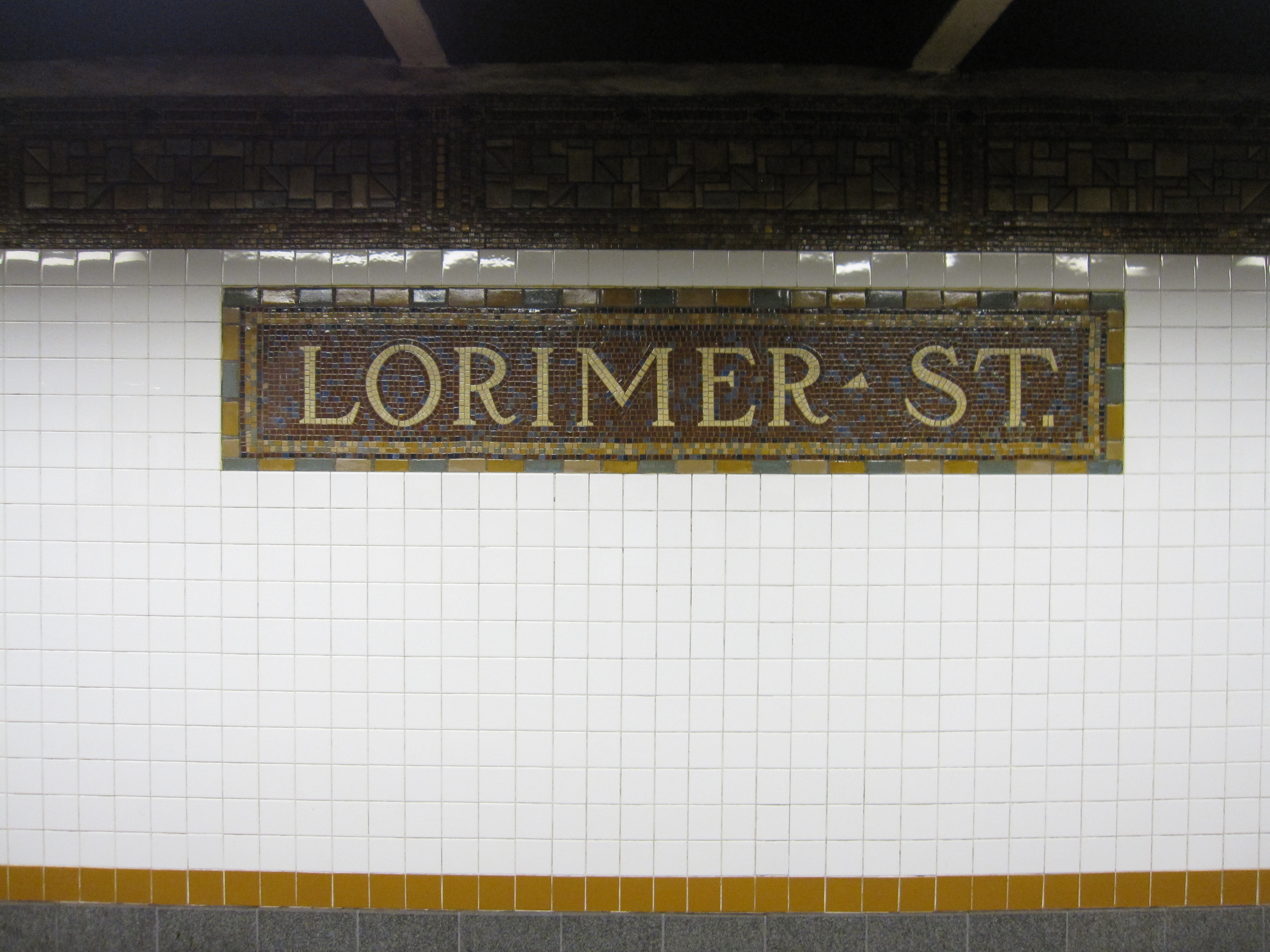
羅里默街全名馬賽克
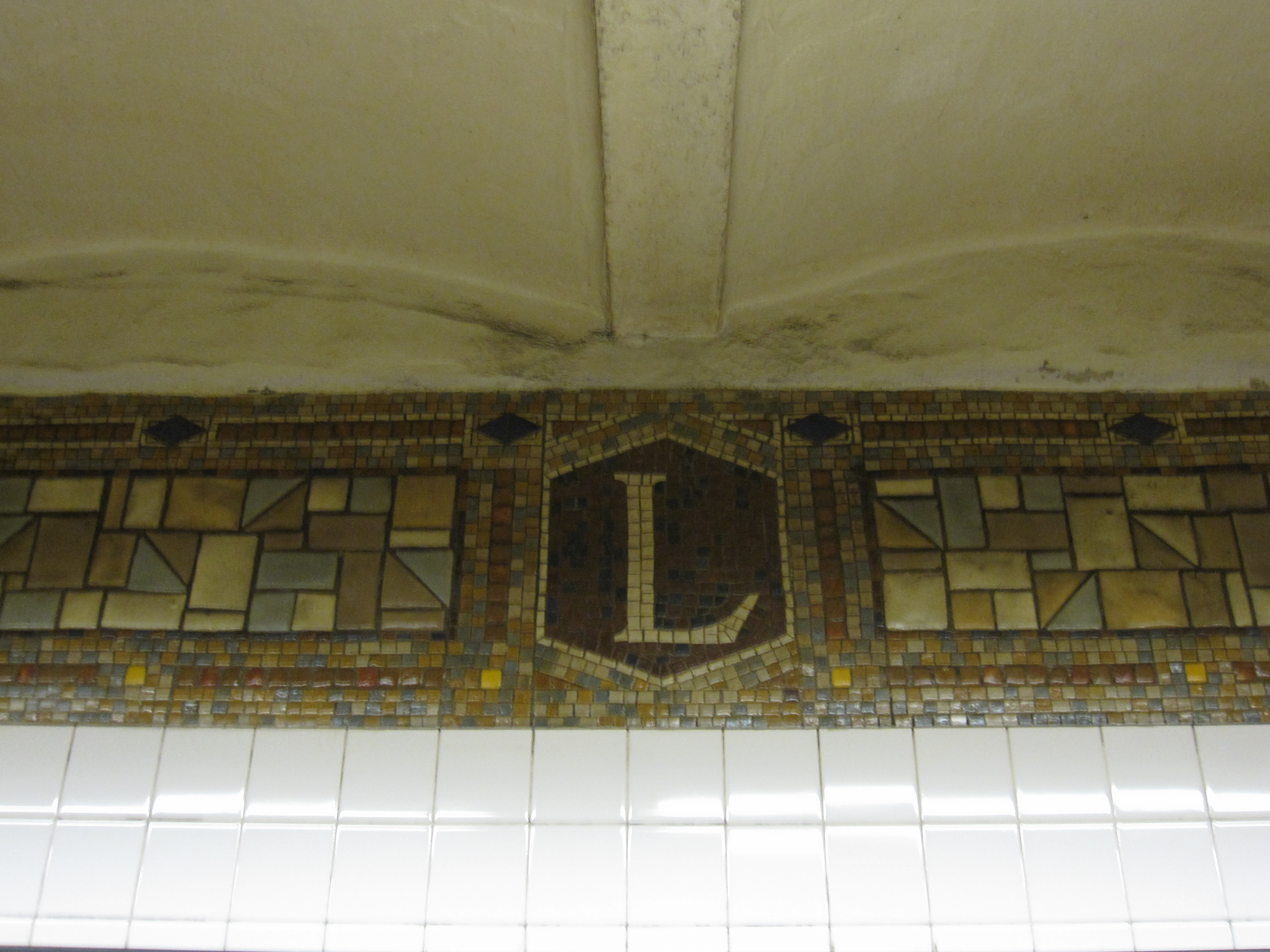
羅里默街「L」馬賽克
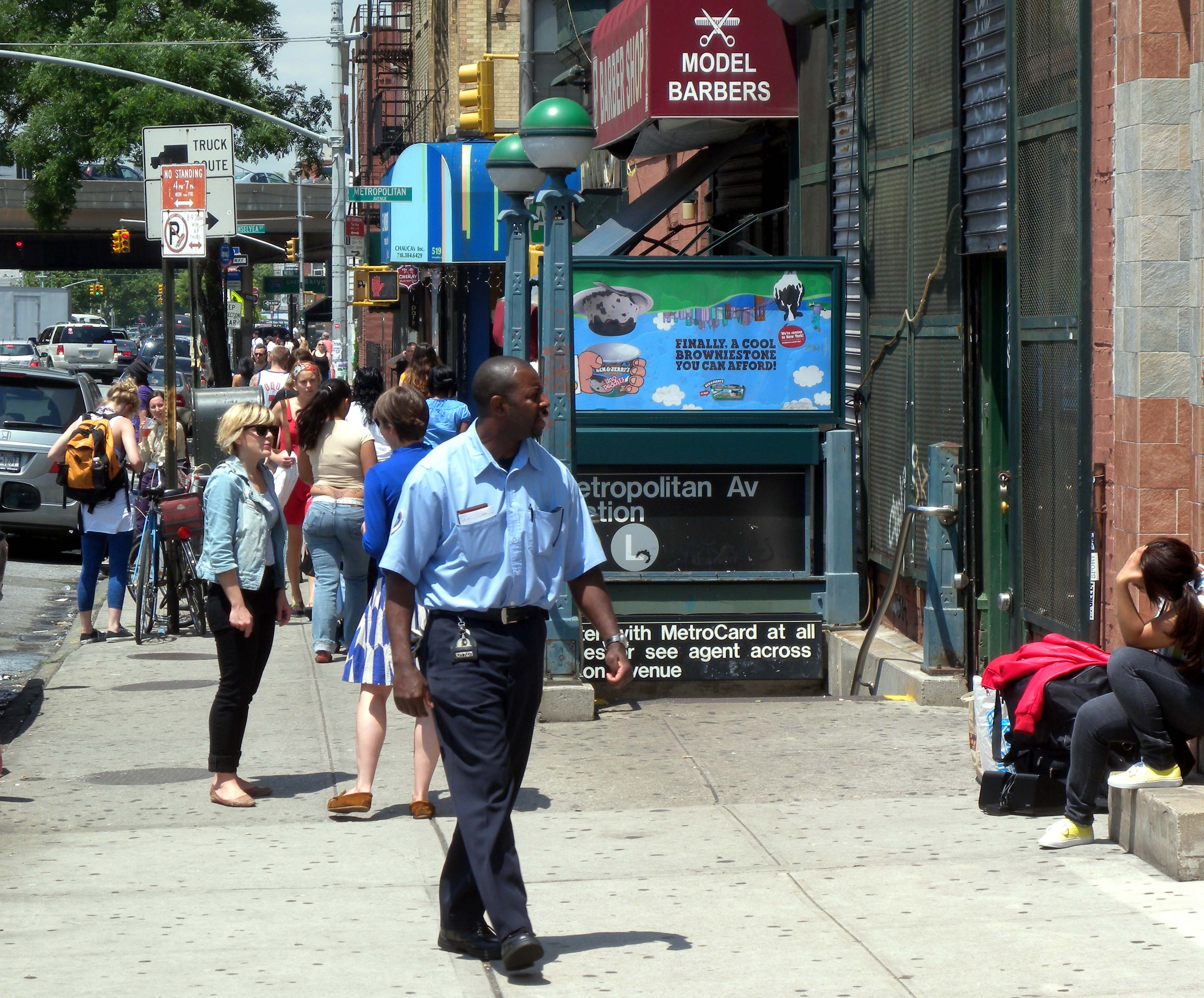
大都會大道樓梯

## IND跨城線月台
IND跨城線的大都會大道車站在1937年7月1日作為跨城線延長段啟用，由納蘇大道至霍伊特-歇爾美角街。此站設有兩個側式月台和兩條軌道。

### 圖片

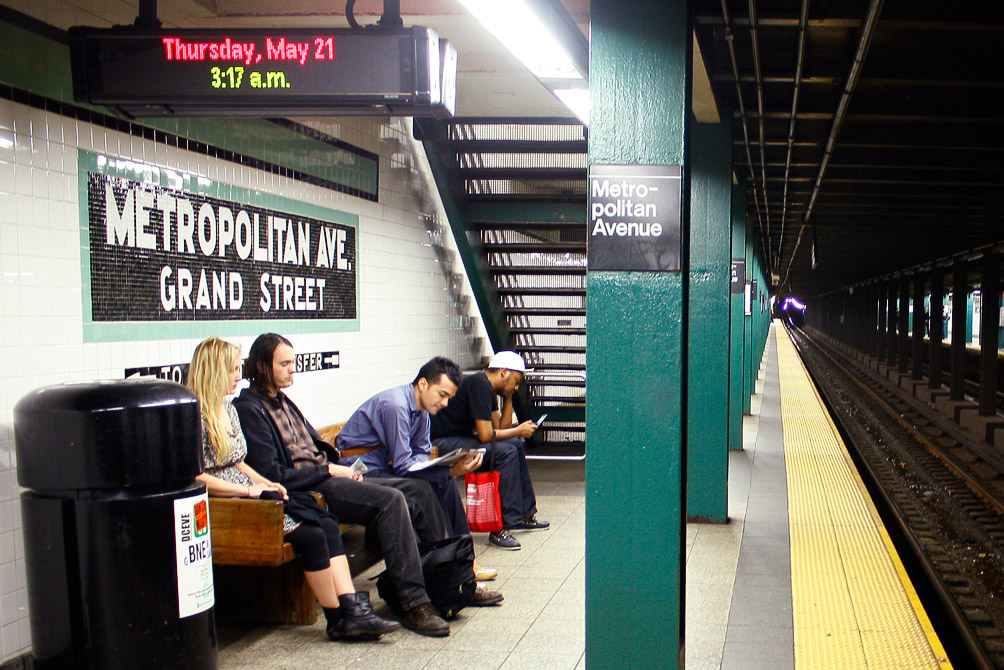
月台
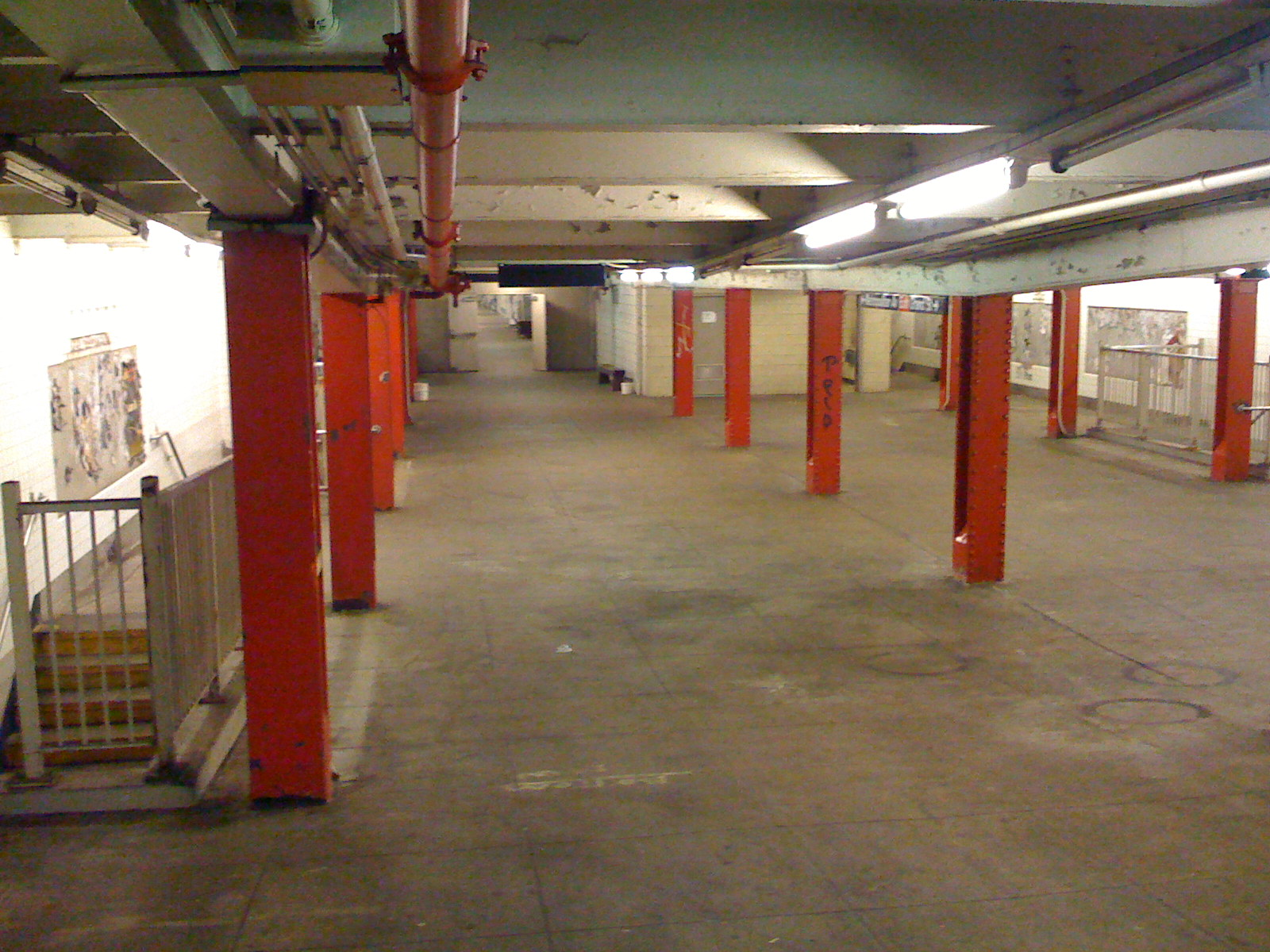
已關閉的南面夾層
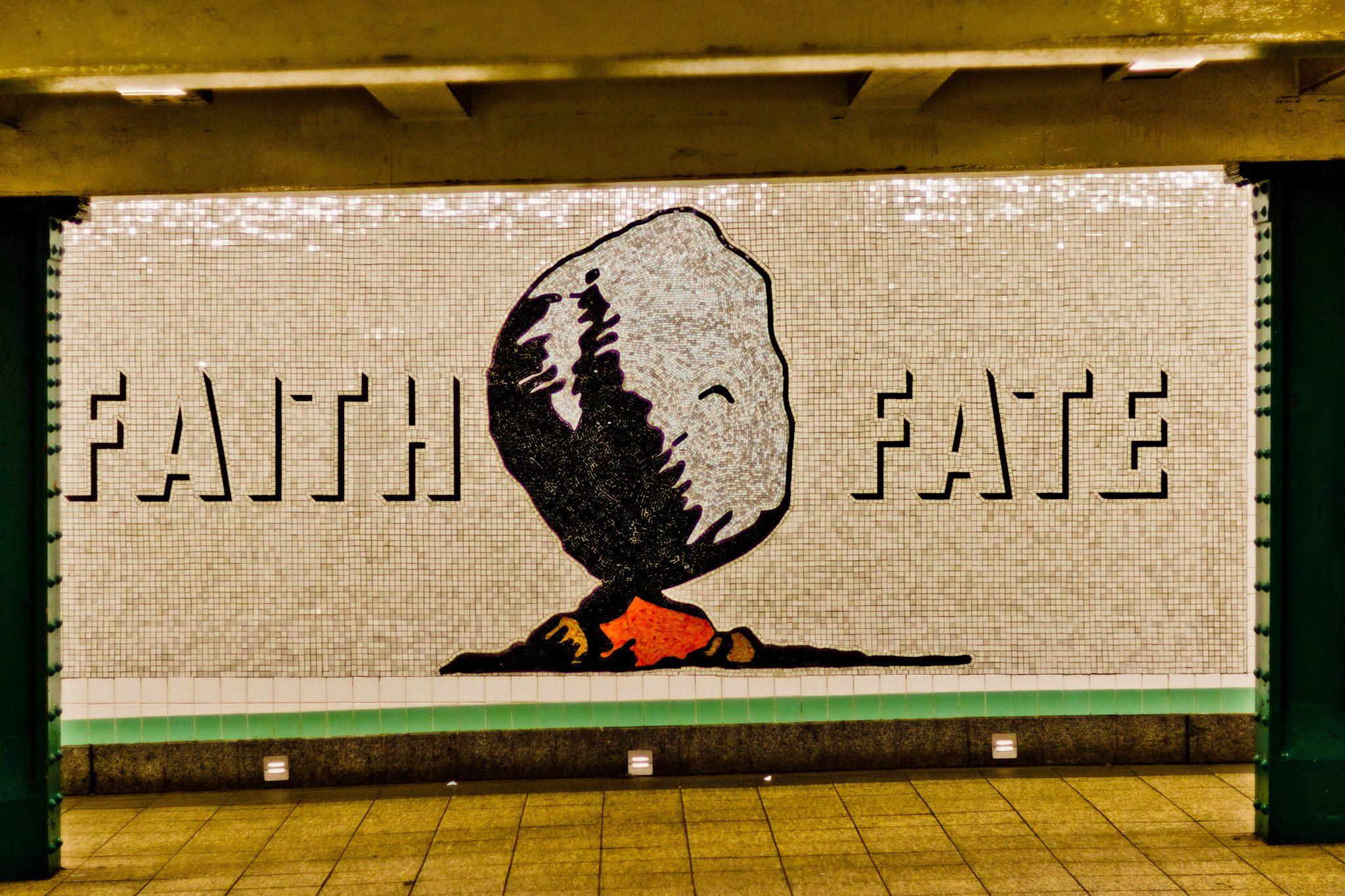
Jackie Chang的藝術品

## 外部連結
- nycsubway.org—BMT Canarsie Line: Lorimer Street
- nycsubway.org—IND Crosstown Line: Metropolitan Avenue
- Station Reporter — Metropolitan Avenue/Lorimer Street Complex
- The Subway Nut — Lorimer Street Pictures （页面存档备份，存于）
- The Subway Nut — Metropolitan Avenue–Grand Street Pictures （页面存档备份，存于）
- MTA's Arts For Transit — Metropolitan Avenue/Lorimer Street
- Union Avenue, Keap Street, and Metropolitan Avenue entrances from Google Maps Street View
- Metropolitan Avenue entrance from Google Maps Street View
- Lorimer Street entrances from Google Maps Street View
- BMT platforms from Google Maps Street View （页面存档备份，存于）
- IND platforms from Google Maps Street View （页面存档备份，存于）